# Pilot (película de 2024)
Pilot (en hangul, 파일럿; romanización revisada, Pailleot) es una película surcoreana dirigida por Kim Han-gyul y protagonizada por Jo Jung-suk, Lee Joo-myung, Han Sun-hwa y Shin Seung-ho. Es una versión del filme sueco de 2012 Cockpit, dirigido por Mårten Klingberg. Pilot se estrenó el 31 de julio de 2024.

## Sinopsis
Han Jung-woo es un piloto estrella que se graduó como el mejor de su clase en la Academia de la Fuerza Aérea y tiene las mejores habilidades de vuelo. El número de sus seguidores en las redes sociales supera al de las celebridades, y su popularidad es tan explosiva que aparece incluso en el programa de entretenimiento You Quiz on the Block. Sin embargo, el comentario que hace comparando a las azafatas con «flores» en una cena es grabado y difundido, y cayó al abismo en un instante. De repente, pierde tanto su empleo como a su esposa, que le notifica la solicitud de divorcio.
Se prepara para regresar, pero no hay ninguna compañía que lo acepte nuevamente después de haber sido incluido en la lista negra de las compañías aéreas. En un intento desesperado por sobrevivir, y llevado mitad por la ira y mitad por el alcohol, roba la identidad de su hermana menor Han Jung-mi, envía su currículum a una aerolínea e inesperadamente logra un nuevo empleo Sin embargo, una mentira engendra otra mentira, y su nueva estabilidad pronto se ve amenazada por desafíos imprevistos.

## Reparto

### Principal
- Jo Jung-suk como Han Jung-woo, un piloto estrella que de repente se queda sin empleo después de ser despedido por un error que comete.[3][4][5]
- Lee Joo-myung como Yoon Seul-gi, una piloto tranquila y segura de sí misma que se vuelve cercana a Jung-woo.[6][7][8]
- Han Sun-hwa como Han Jung-mi, la hermana menor de Jung-woo y youtuber de belleza que tiene ASMR.[9][10][11]
- Shin Seung-ho como Seo Hyun-seok, el subalterno de Jung-woo en el trabajo.[12][13]

### Secundario
- Kim Ji-hyun como la esposa de Jung-woo, a quien le exige el divorcio.[14][15]
- Oh Min-ae como Kim An-ja, la madre de Jung-woo y Jung-mi. Es una fan de Lee Chan-won, y tiene su casa llena de productos relacionados con el cantante.[15][16]
- Seo Jae-hee como Noh Moon-young, directora de Korean Air.[15][17]
- Park Da-on como Han Si-hoo, el hijo cuyo sueño es convertirse en bailarín.[15]
- Cha Hee como Ji-yeong.
- Choi Pil-sang como el jefe de operaciones.
- Seo Myung-chan como un ejecutivo de Han Air.
- Eun Jeong-wan como un ejecutivo de Han Air.
- Han Sa-myung como un taxista.
- Na Hyun-woo como chico del club.
- Yoon Soo-hyuk como el médico de la sala de emergencias.

### Apariciones especiales
- Yoo Jae-suk como él mismo, presentador del programa de variedades de tvN You Quiz on the Block.[18]
- Jo Se-ho como él mismo, presentador de You Quiz on the Block.[18]
- Moon Sang-hoon como un instructor que aparece en un vídeo de YouTube que Jung-woo está viendo.
- Hyun Bong-sik como Noh Jeong-wook, hermano menor del director Noh Moon-young.
- Seo Hyun-chul como un colega de Jung-woo.
- Kang Ha-neul como Kang Hee-yeol, un oficial de policía que lleva a cabo una investigación encubierta con la ayuda de Han Jung-mi.[19]
- Lee Si-eon como un capitán de la fuerza aérea.
- Lee Chan-won como él mismo.

## Producción
Pilot es una nueva versión de la película sueca Cockpit, dirigida en 2012 por Mårten Klingberg. De ella toma la idea principal del piloto que logra nuevamente un empleo travestido, pero a diferencia de aquella se mantiene fiel al género de la pura comedia y no aborda otros temas de mayor trascendencia. La guionista es Cho Yu-jin, cuyo marido es precisamente piloto de aviación. Cho fue coguionista de Cassiopeia en 2022 y colaboradora de Shin Yeon-shik en One win (2023). Está dirigida por Kim Han-gyeol, que dirigió también otra comedia, Crazy Romance, en 2019. Kim Hyun-gyeol fue invitada a dirigir la película cuando conoció a Han Jun-hee, el planificador de la película, en el Festival de Cine de Chungmuro 2021. Han Jun-hee es el director del filme Coin Locker Girl y la serie D.P.  Al segundo encuentro recibió de Han el guion y supo que ya estaba elegido el reparto. Jo Jung-suk había aceptado tres días después de recibir el guion en el Festival de Busan de ese mismo año.
Las compañías productoras son Shortcake y Movie Rock. El presupuesto total de la película fue de 9800 millones de wones; el costo neto de producción fue de alrededor de 6000 millones de wones, y el resto fue destinado a costes y comisiones de distribución y mercadeo. Los dos principales inversores fueron Solaire Partners y Lotte Entertainment, cada uno con la mitad del presupuesto. Se estimaba que para amortizar los gastos debería vender entre 2,2 y 2,4 millones de entradas, aunque el objetivo era de cuatro millones de espectadores y una taquilla de unos 19 000 millones de wones.
En abril de 2022 se confirmó que Jo Jung-suk sería el protagonista de la película. En diciembre del mismo año Shin Seung-ho anunció su participación, en la que es su segunda película. Para Lee Joo-myung y Han Sun-hwa, en cambio, cuyos nombres se anunciaron en abril de 2024, se trata de su debut en cine.
El rodaje se desarrolló entre los últimos meses de 2022 y enero de 2023. De las cincuenta sesiones de rodaje, dos se realizaron en Tailandia. Para su papel, Jo Jung-suk se sometió a una dieta intensa con la que perdió siete kilos, y a sesiones de maquillaje de cinco o seis horas al día.

### Promoción
El 18 de abril de 2024 la distribuidora publicó el cartel de lanzamiento, que reproduce el personaje protagonista en sus dos apariencias masculina y femenina, y un avance de la película que explica el motivo de la transformación. El 20 de junio publicó algunos fotogramas, otros más el 1 de julio, y el 15 de julio lanzó avances y carteles de personajes referidos a los cuatro protagonistas.Al día siguiente se llevó a cabo un pase previo para los medios seguido de una conferencia de prensa en Lotte World Tower en Jamsil, Songpa-gu, Seúl. Asistieron la directora Kim Han-gyeol y los actores Jo Jung-seok, Lee Joo-myung, Han Sun-hwa y Shin Seung-ho.

## Estreno y recepción
Pilot se estrenó el 31 de julio de 2024 en 1956 salas, y obtuvo un gran éxito de público. En el primer día de exhibición, batió los récords de taquilla del estreno de Exhuma, la película más taquillera de 2024, y Smugglers, la más taquillera del verano de 2023. Al cuarto día superó el millón de espectadores, siendo la producción que ante slo lograba de entre las estrenadas en el mismo período. En solo nueve días superó el punto de equilibrio financiero de 2,2 millones de eespectadores. Al 20 de agosto de 2024, aún en cartelera, había vendido 3 964 095 entradas, para una taquilla de 27 434 334 dólares, situándose por este concepto en la tercera posición entre las películas surcoreanas estrenadas en el año. Al día siguiente superó los cuatro millones de espectadores.
Inmediatamente después del estreno de la película, muchos internautas escribieron reseñas en tiempo real en varias comunidades en línea y redes sociales, haciendo correr la voz y contribuyendo al éxito de público. La película recibió una valoración de 9,54 sobre 10 en Naver Movies, que refleja el grado de satisfacción de los espectadores. El índice CGV Egg, que se basa en índices de audiencia reales, también registró un 94 %.

### Crítica
Jang Ju-yeon (IS Plus) presenta Pilot como una comedia pura que logra lo que pretende, hacer reír: «no está particularmente interesada en sacar a la superficie el conflicto dicotómico entre hombres y mujeres, el discurso de la discriminación de género o discutir los problemas crónicos de la sociedad coreana. En lugar de transmitir un significado pesado y serio, se esfuerza en hacer reír», a base de situaciones equívocas y chistes «para mayores de 19 años», con los que el director consigue mantenerse en equilibrio sin caer en la vulgaridad. Sin embargo, puede verse también como una película que muestra el crecimiento de un personaje egocéntrico tras una crisis, obligado a pasar por el mundo de los demás.